# Shenzhou 15
Shenzhou 15 (en chino simplificado, 神舟十四号; pinyin, Shénzhōu shísì hào) fue un vuelo espacial tripulado lanzado el 29 de noviembre de 2022. El vuelo fue el décimo vuelo espacial chino tripulado y el decimoquinto vuelo del programa Shenzhou. La nave espacial transportó a tres astronautas de la CNSA, en el cuarto vuelo tripulado a la CSS y que se acopló al módulo central Tianhe p. frontal, el primer módulo de la Estación Espacial China o CSS por sus siglas en inglés.
La misión fue la primera en marcar la presencia permanente de astronautas en la estación espacial china, ya que se realizó el primer relevo en órbita por las misiones Shenzhou 14 y 15 y que las siguientes misiones del programa Shenzhou se espera que también realicen su traspaso en órbita.
La misión finalizó el 3 de junio de 2023 con el regreso a tierra de la tripulación en la Shenzhou 15, después de la llegada de la Shenzhou 16 el día 30 de mayo y el segundo relevo en orbita de la CSS.

## Tripulación
La tripulación fue anunciada el 28 de noviembre de 2022 siguiendo la costumbre china de mantener en secreto las tripulaciones hasta el último momento.
En esta misión dos de los tripulantes son miembros de la primera promoción de astronautas chinos. El comandante, Fei Junlong es veterano de la misión Shenzhou 6, el cual se creía que estaba retirado, ya que llevaba más de 17 años sin realizar ninguna misión. Mientras que el otro miembro era el astronauta Deng Quingming el único de la primera promoción en activo que aun no había volado. El tercer tripulante, es miembro de la segunda promoción de astronautas chinos, que también realiza su primera misión, es el astronauta Lu Zhang. Siendo éste, el último de su promoción en volar, con lo que actualmente todos los astronautas de la primera y segunda promoción en activo, han realizado al menos un vuelo. A falta de conocer los resultados de la formación de la tercera promoción y el nombre de los dieciocho miembros escogidos en octubre de 2020, todos los astronautas chinos en activo actualmente tienen experiencia en vuelos espaciales.  
| Puesto     | Miembro                            | Miembro                            |
| ---------- | ---------------------------------- | ---------------------------------- |
| Comandante | Fei Junlong, CNSA Segundo vuelo    | Fei Junlong, CNSA Segundo vuelo    |
| Operador 1 | Deng Quingming, CNSA Primero vuelo | Deng Quingming, CNSA Primero vuelo |
| Operador 2 | Lu Zhang, CNSA Primer vuelo        | Lu Zhang, CNSA Primer vuelo        |

## Misión
La misión comenzó cuando se acopló al puerto frontal del módulo Tianhe de la CSS el 29 de noviembre de 2022, después del lanzamiento y acoplamiento en el puerto trasero del módulo Tianhe del carguero Tianzhou 5 el 12 de noviembre de 2022, el quinto vuelo de la nave de reabastecimiento de carga Tianzhou de China y el cuarto a la CSS. La tripulación tiene previsto la realización de varios experimentos en los recién acoplados laboratorios Wentian y Mengtian
La misión Shenzhou 15 llegó el 29 de noviembre de 2022, unos días antes del desacople de Shenzhou 14, que marcó el inicio de la presencia permanente china en el espacio al realizar estas naves el primer relevo en órbita chino de la historia y la primera estancia simultánea de 6 ciudadanos chinos en el espacio durante 5 días que duró el relevo.
El 5 de mayo de 2023 el carguero automatizado Tianzhou 5, se desacoplo del puerto trasero de módulo Tianhe, dejando libre el puerto para el acoplamiento del carguero Tianzhou 6, siendo su regreso previsto para finales del mes de mayo. 
EL Tianzhou 6, es el primer carguero de tercera generación que lanza china al espacio. El día 10 de mayo de 2023 despego y se acoplo a la CSS, 7 Horas y 54 minutos después de su lanzamiento. Esta nueva generación de cargueros que será del Tianzhou 6 al 11, presenta varias mejoras respecto al anterior grupo del Tianzhou 2 al 5. La más destacada es el aumento del volumen presurizado en un 20%, que pasa de 18,1 metros cúbicos a 22,5 metros cúbicos, gracias al aprovechamiento de la sección cónica que une el segmento presurizado con el módulo de propulsión. Este aumento de 4,4 metros cúbicos permite elevar la cantidad de carga presurizada en 1,2 toneladas, de 5,5 a 6,7 toneladas como máximo. El incremento de esta capacidad de carga presurizada permitirá reducir el número de lanzamientos de cargueros Tianzhou. En vez de lanzar dos unidades por año, ahora solo serán necesarios tres cada dos años, significando que los Tianzhou 6 al 11 se lanzarán hasta 2027 previsiblemente. Para lograr este objetivo, se ha aumentado la capacidad de permanencia en órbita de los cargueros de seis a ocho meses. 
Como resultado de las mejoras, la capacidad total de carga de los nuevos cargueros Tianzhou, incluyendo la zona no presurizada donde van los propelentes para elevar la órbita de la estación, aumenta de 6,9 a 7,4 toneladas. Debido a esto, el nuevo modelo lleva un poco menos de combustible, 1750 kg, de los cuales 700 kg son para trasvase a la estación CSS a través del puerto trasero del módulo Tianhe. Además, se ha cambiado la antena parabólica para comunicaciones con los satélites geoestacionarios Tianlian que llevaba el modelo anterior, por una antena plana en fase. A pesar de las mejoras las dimensiones de los cargueros Tianzhou siguen siendo las miasmas, 10,4 metros de longitud (10,6 metros con el sistema de acoplamiento andrógino desplegado), 15 metros de envergadura con los paneles solares desplegados y 3,35 metros de diámetro, así como su masa total, hasta 13,5 toneladas.
La misión finalizó el 3 de junio de 2023 con el regreso a tierra de la tripulación en la Shenzhou 15, después de la llegada de la Shenzhou 16 el día 30 de mayo y el segundo relevo en órbita de la CSS, convirtiéndose en la tripulación china con más días consecutivos en el espacio, con 186 días, 8 horas y 25 minutos superando a las anteriores Shenzhou 13 y 14 de 182 días y medio.